# Jenny Kittstein
Jenny Kittstein (* 17. Dezember 1980 in Garmisch) ist eine ehemalige deutsche Freestyle-Skifahrerin der Disziplin Moguls, dem Rennen auf der Buckelpiste und Dual Moguls, dem Parallelwettkampf dieser Disziplin.
Sie bestritt ihre ersten FIS-Rennen 1998 noch als 17-Jährige, als sie am selben Tag in Kaprun und Interkrems antrat. Nach einigen Jahren mit Starts im Europacup konnte sie dort neben einem dritten Platz ihren ersten Sieg im Dual Moguls verbuchen.
Nach ihrem Weltcupdebüt in der Saison 2001/02, nahm sie in der Folgesaison an allen Weltcuprennen teil und erreichte ihr bestes Einzelergebnis mit einem neunten Platz. Bei den Freestyle-Skiing-Weltmeisterschaften 2003 in Deer Valley (USA) zum Saisonabschluss wurde sie im Moguls 20. und im Dual Moguls 17. In der Weltcup-Saison 2003/04 konnte sie sich mit wiederum nur einer Top-Ten-Platzierung (8.) leider nicht verbessern. Noch schlechter lief es 2004/05, als sie bei vier Starts nur hintere Plätze belegte. Nachdem im Weltcup 2005/06 ihr bestes Ergebnis ein 19. Rang war, beendete sie ihre sportliche Karriere.
Sie trat für die Mannschaft des Sportclubs Garmisch an.

## Weltcupergebnisse
| Weltcup-Saison | Platzierung |
| -------------- | ----------- |
| 2003/04        | .           |
| 2004/05        | .           |
| 2005/06        | .           |